# Aymeric Chauprade

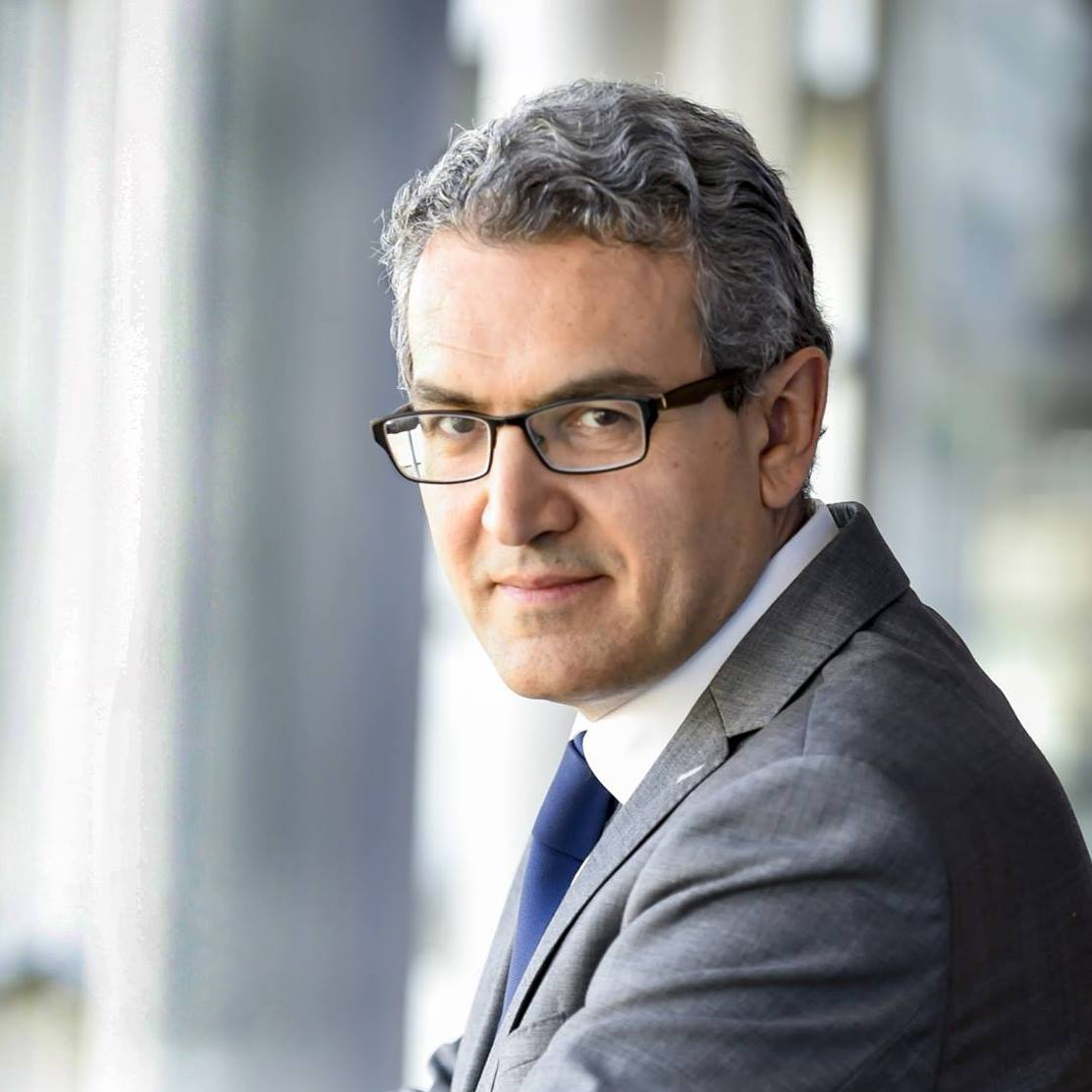
Aymeric Chauprade, 2018

Aymeric Chauprade (* 13. Januar 1969 in La Ferté-Bernard, Département Sarthe) ist ein französischer Politiker und Politikwissenschaftler. Chauprade ist in Frankreich bekannt für seine Schriften zur Geopolitik und Militärstrategie.
2014 zog er für den Front National (FN) ins Europäische Parlament ein und war von Juni bis November 2015 Mitglied der Fraktion Europa der Nationen und der Freiheit (ENF). Dann verließ er Partei und Fraktion und gründete die Partei Les Français Libres. Am 18. April 2018 schloss er sich der Fraktion Europa der Freiheit und der direkten Demokratie an, deren stellvertretender Vorsitzender er wurde.

## Leben und Bildungsweg
Aymeric Chauprade wurde 1969 im Westen Frankreichs geboren und wuchs in Thomery bei Fontainebleau im Pariser Umland auf. Sein Vater stammt aus Aquitanien und seine Mutter aus der Bretagne.
Chauprade studierte zunächst an der Universität Paris VII (Diderot) Mathematik (Abschluss mit Licence 1991), 1993 erwarb er ein Diplom am Pariser Institut für politische Studien (Sciences Po). Nach einem Diplôme d’études approfondies in Völkerrecht an der Universität Paris V (Descartes) 1996, wurde er 2001 an derselben Universität bei Edmond Jouve in Politikwissenschaft promoviert. Thema seiner Dissertation war Geopolitik: Entstehung einer politischen Wissenschaft, Determinanten und Erklärungsmodelle.

## Berufliche Tätigkeit
Seit 1994 arbeitet Chauprade als Herausgeber beim Verlag Éditions Ellipses, wo er zu den leitenden Verlagsdirektoren aufgestiegen ist. Nach der Bekanntschaft mit François Thual, einem bekannten Fachmann für Geopolitik, begann Chauprade, sich verstärkt mit sich mit diesem Themenfeld zu beschäftigen. Als Ko-Autor publizierte er 1997 gemeinsam mit Thual das umfangreiche Dictionnaire de géopolitique (Wörterbuch der Geopolitik).
Seit 1998 ist Chauprade an der Militärakademie L’École de guerre an der École Militaire in Paris als Dozent für Geopolitik tätig. Bis 2009 haben an seinen Lehrveranstaltungen etwa 4.000 höhere Offiziere der französischen Armee und etwa 1.000 Offiziere aus dem Ausland teilgenommen. Außerdem lehrt Chauprade Politikwissenschaft an der Sorbonne und Geopolitik an der Universität Neuenburg in der Schweiz. Seit 2003 hat Chauprade den Lehrstuhl für Geopolitik an der Militärakademie Collège des Forces armées royales in Rabat, Marokko inne. Seit 2005 lehrt er Geopolitik an der École Supérieure de Guerre in der tunesischen Hauptstadt Tunis. 2006 war er Dozent im Masterstudiengang Geopolitik an der Sorbonne. 2003–2009 hatte er den Lehrstuhl für Geschichte der politischen Ideen an der Universität Neuenburg inne.
Chauprade ist Reserveoffizier der Französischen Marine, seit 2007 im Rang eines Fregattenkapitäns.

## Publikationen
Außer dem Werk Dictionnaire de géopolitique von 1997 publizierte Chauprade 1999 das 1.200 Seiten starke Géopolitique: Constantes et changements dans l’histoire (Geopolitik: Konstanten und Veränderungen in der Geschichte), das zum Standardwerk wurde und Chauprade Anerkennung im französischen Militär einbrachte. Le Figaro und andere Zeitungen priesen das Werk in Rezensionen.
Im Jahre 2009 veröffentlichte Chauprade einen geohistorischen Atlas mit zahlreichen Karten und Illustrationen, die Chronique du choc des civilisations (Chronik des Kampfes der Kulturen), die schnell zum Bestseller wurde. Von 2009 bis 2011 wurden 18.000 Exemplare verkauft.
Chauprade schreibt für zahlreiche französische und ausländische Zeitschriften Beiträge mit militärischen und geopolitischen Schwerpunkten. Außerdem tritt Chauprade regelmäßig im französischen Hörfunksender Radio Courtoisie auf.

## Mitgliedschaften und Funktionen
- Chauprade ist der Direktor der Zeitschrift Revue Française de géopolitique (Französische Zeitschrift für Geopolitik), die er gegründet hat.

### Geopolitik

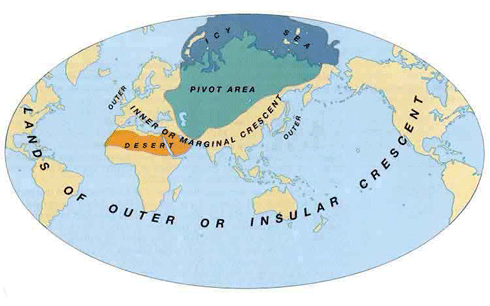
Mackinders Weltkarte mit dem Kernland bzw. „Heartland“ im Zentrum Eurasiens

In seinen Werken und öffentlichen Äußerungen plädiert Chauprade für ein strategisches Bündnis Europas mit Russland, das gemeinsam als eigenständiger Global Player auf der Weltbühne auftreten und seine strategischen Interessen China und den USA gegenüber verteidigen soll. Dafür sollen „kontinentale Mächte“ – Frankreich, Deutschland und Russland – auf dem Kontinent Eurasien eine Koalition bilden, um sich sowohl gegen die „atlantischen Seemächte“ Großbritannien und USA als auch gegen China behaupten zu können. Chauprade betont die Notwendigkeit eines multipolaren Gleichgewichts, um den globalen Frieden aufrechtzuerhalten, und lehnt die gegenwärtige Unipolarität der USA strikt ab.
Dabei bezieht sich Chauprade in erster Linie auf zwei Theoretiker der Geopolitik, den Engländer Halford Mackinder (1861–1947) und dessen Schüler, den Amerikaner Nicholas J. Spykman (1893–1943). Ihre geostrategischen Theorien vom „Heartland“ und den „Randländern“ (→ Heartland-Theorie) postulierten, dass die Kontrolle über die ganze Welt nur durch Kontrolle über die „Weltinsel“ Eurasien zu bewerkstelligen sei. Dazu soll durch Seemächte entweder das Kernland (Heartland) von Eurasien beherrscht werden oder die eurasischen Küsten (Randland) sollen unter Kontrolle gestellt werden. So seien die eurasischen Mächte im Inneren des Kontinents in Schach zu halten. Beide Theorien haben gemeinsam, dass die kontinentalen Mächte permanent durch „atlantische Allianz“ auseinandergehalten werden müssen, um ihr Bündnis zu verhindern (Containment-Politik). Ein solches Bündnis könnte sonst Herrschaft über Eurasien und damit über die ganze Welt erlangen. Dies zu vermeiden ist, dieser Theorie zufolge, die Maxime der Geopolitik der „atlantischen Mächte“ in Zentral- und Osteuropa, im Nahen Osten und in Ostasien. Chauprade behauptete in einem Blog, der „Geist von Mackinder“ beherrsche das gesamte strategische Denken Amerikas.
Neben diesen beiden Konzepten versteht Chauprade die globale Geopolitik im Lichte der Realpolitik, das heißt der wirtschaftlichen und rein praktischen Staatsinteressen. Zusätzlich verwendet er Samuel P. Huntingtons Konzept vom Kampf der Kulturen, um die geopolitischen Geschehnisse zu erklären. Der Mix aus diesen Ansätzen bildet den Kern der geopolitischen Richtung, die Chauprade in seinen Büchern und Aufsätzen über Geopolitik vertreten hat. Chauprade hat behauptet, seine Methode zur Erklärung der Geopolitik unterliege keinem Alterungsprozess. Im Vorwort zu seinem Buch Geopolitik: Konstanten und Veränderungen in der Geschichte schrieb er 1999: „Eine der wesentlichen Stärken dieses Buches ist – und das verdient besondere Beachtung –, dass es so angelegt ist, dass es keinem Alterungsprozess unterworfen ist. Es handelt sich nämlich nicht um ein Buch der aktuellen Gegenwart, sondern um ein solches, das den Schlüssel für die Analyse der aktuellen Gegenwart beinhaltet. Es betont die Konstanten der Geschichte, die grundlegenden Mechanismen der Geopolitik, und diese unterliegen eben keinem Alterungsprozess.“

### Politik

#### Erste Schritte
Seit den Europawahlen von 2004 unterstützte Aymeric Chauprade die Liste seines Freundes Philippe de Villiers. Er stand der Action française (AF) nahe, der ersten royalistischen Bewegung in Frankreich, für das er sich als Mitglied ihres Bildungswerks einsegtzte. Nach Angaben der AF war er auch 2006 und 2007 Mitglied des Leitungsausschusses membre du comité directeur du mouvement. Er betrachtete Kiel et Tanger als Hauptwerk von Charles Maurras, einer Symbolfigur der AF, und als eines der wichtigsten Werke der französischen Geopolitik.

#### Engagement für Marine Le Pen und die Front National
Chauprade schloss sich dem Front National 2013 an, dem er bis 2015 angehörte. Er verließ die Partei wegen des doppelten "Verrats" Marine Le Pens. Diese hatte ihn als Berater abgesetzt, da sie seine Theorie des Kampfes der Kulturen rundweg ablehnte. Außerdem hatte sie Jean-Marie Le Pen entmachtet.

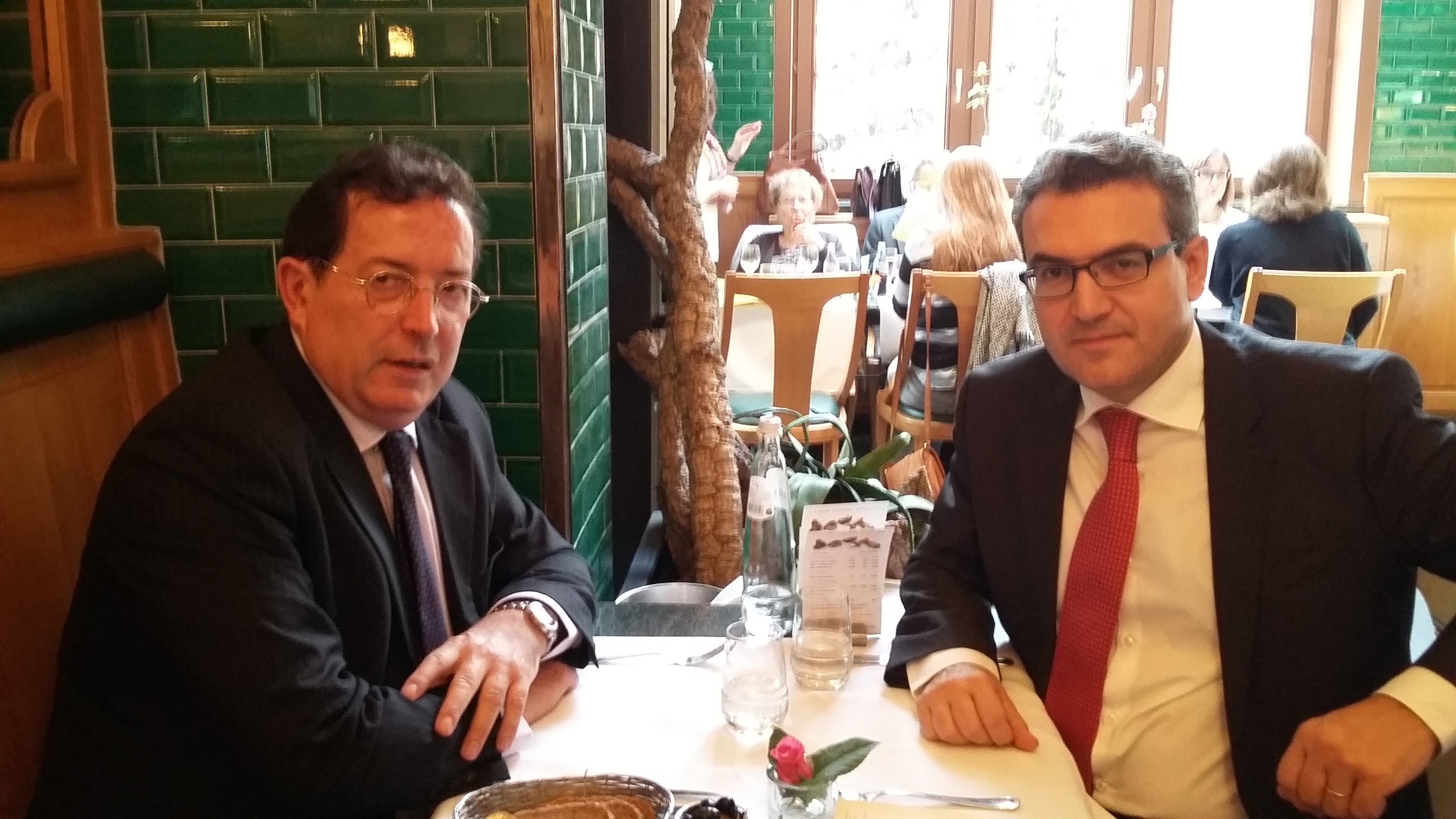
Arbeitsessen mit Bernard Leclerc (links), November 2014

#### Abgeordneter im Europäischen Parlament
Bei der Europawahl 2014 wurde er für den Front National Abgeordneter im Europäischen Parlament (MdEP). Im November 2015 erklärte er den Austritt aus der Partei und wünschte sich die Rückkehr von Philippe de Villiers in die Politik, den er bereits 2004 unterstützt hatte. Anfang 2016 gründete er die Partei Les Français libres.
Chauprade gehörte vom 24. Juni bis 9. November 2015 der Fraktion Europa der Nationen und der Freiheit (ENF) an, ansonsten ist er fraktionslos. Zuvor war er Vorsitzender der Bewegung für ein Europa der Nationen und der Freiheit (MENL), einer rechtsradikalen Sammelpartei auf europäischer Ebene. Im Februar 2015 trat er vom Vorsitz zurück. Er hatte zuvor behauptet, Heinrich Himmler hätte zwei Fetischobjekte in seinem Büro gehabt, nämlich Adolf Hitlers Mein Kampf sowie den Koran.
Im Europäischen Parlament ist Chauprade seit dem 1. Juli 2014 ordentliches Mitglied im Unterausschuss Menschenrechte (DROI) und im Ausschuss für auswärtige Angelegenheiten (AFET), sowie seit dem 14. Juli 2014 in der Delegation im Ausschuss für parlamentarische Kooperation EU-Russland (D-RU). Als stellvertretendes Mitglied war er bis zu seinem Eintritt in die ENF im Ausschuss für internationalen Handel (INTA), der Delegation im Parlamentarischen Ausschuss Cariforum-EU, der Delegation in der Parlamentarischen Versammlung Europa-Lateinamerika, der Delegation im Gemischten Parlamentarischen Ausschuss EU-Chile und der Delegation in der Paritätischen Parlamentarischen Versammlung AKP-EU.

#### Andere politische Aktivitäten
Chauprade berät den Präsidenten der Dominikanischen Republik, Leonel Fernández, sowie einige führende Politiker im Nahen Osten.
Beim Referendum über den Status der Krim, das von der UN-Generalversammlung für ungültig erklärt wurde, war Chauprade Wahlbeobachter des Front National.

## Verschwörungstheorie zu den Terroranschlägen vom 11. September 2001
Chauprade behauptet in Chronique du choc des civilisations, es bestehe ein objektives Bündnis zwischen Amerika und dem radikalen Islam. Die Terroranschläge am 11. September 2001 seien vom US-amerikanischen Geheimdienst geplant und durchgeführt worden. Der Zusammenbruch der Gebäude sei nicht durch den Einschlag der Flugzeuge, sondern durch kontrollierte Sprengungen erreicht worden: „Seule une démolition contrôlée par des explosifs permet d’obtenir un effondrement aussi rapide et parfait.“
Nach Erscheinen des Buches warf ihm Jean Guisnel am 2. Februar 2009 in Le Point Geschichtsklitterung und die Verbreitung von Verschwörungstheorien vor. Am selben Tag wurde Chauprade von Frankreichs Verteidigungsminister Hervé Morin aus der Militärakademie entlassen. Eine Entscheidung des Verwaltungsgerichts (Tribunal administratif) von Paris zu dieser Entlassung wird kontrovers interpretiert. Chauprade selbst und einige Internetquellen erklären ihn zum Sieger in der juristischen Auseinandersetzung; das Gericht habe die Entlassung für rechtswidrig erklärt. Jean Guisnel hingegen schrieb in Le Point, der Minister habe Chauprade zwar nicht formgerecht entlassen, die Direktoren der betroffenen Institutionen hätten jedoch das Recht dazu gehabt. Chauprade werde weiterhin nicht an der Militärakademie unterrichten. In einer Zivilklage von Chauprade gegen Le Point sei das Gericht in zwei Instanzen im Oktober 2009 und im September 2010 den Argumenten der Zeitung gefolgt.

## Privates
Chauprade ist verheiratet und hat vier Kinder.

## Publikationen
- mit François Thual: Dictionnaire de géopolitique. Etats, concepts, auteurs. 2. Auflage. Ellipses/Marketing, Paris 1999, ISBN 978-2-7298-9984-4 (dt. Das Wörterbuch der Geopolitik. Staaten, Konzepte, Autoren).
- Géopolitique: Constantes et changements dans l’histoire. 3. Auflage. Ellipses Marketing, Paris 2007, ISBN 978-2-7298-3172-1 (dt. Geopolitik: Konstanten und Veränderungen in der Geschichte).
- Chronique du choc des civilisations. 3. aktualisierte und erweiterte  Auflage. Editions Chronique, Paris 2013, ISBN 978-2-918978-80-0 (Die Chronik des Kampfes der Zivilisationen).